# مائو ایچیمیچی
مائو ایچیمیچی (انگلیسی: Mao Ichimichi; ۱ فوریهٔ ۱۹۹۲ – ) بازیگر اهل ژاپن بود. وی از سال ۲۰۰۶ میلادی تاکنون مشغول فعالیت بوده‌است.